# Quận Rock Island, Illinois
Quận Rock Island là một quận thuộc tiểu bang Illinois, Hoa Kỳ.
Quận này được đặt tên theo. Theo điều tra dân số của Cục điều tra dân số Hoa Kỳ năm 2000, quận có dân số người, ước tính năm 2010 dân số là 147.347 người. Quận lỵ đóng ở Rock Island còn thành phố lớn nhất là Moline.

## Địa lý
Theo Cục điều tra dân số Hoa Kỳ, quận có diện tích 1168 km2, trong đó có 62 km2 là diện tích mặt nước.